# Canadisk kobbersneppe
Canadisk kobbersneppe (Limosa haemastica) er en vadefugl, der yngler over trægrænsen i Alaska og Canada og desuden langs bredderne af Hudsonbugten. Den overvintrer i Sydamerika og er en tilfældig gæst i Europa.
Canadisk kobbersneppe er truffet en enkelt gang i Danmark, i Ho Bugt i 1986.